# Las de la Intuición
«Las de la Intuición» (укр. «Ті, що з інтуїцією») — п'ятий сингл колумбійської співачки Шакіри з альбому «Fijación Oral Vol. 1», вийшов 2007 року на лейблі Epic. Англомовна версія «Pure Intuition» (укр. «Чиста інтуїція») не ввійшла до альбому, але стала відомою через свою появу у рекламі автомобіля SEAT.

## Офіційні версії композиції
1. «Las De La Intuición» (альбомна версія)
2. «Las De La Intuición» (Jim «Shaft» Ryan: Zoned Out Spanish Pacha Red Mix)
3. «Las De La Intuición» (Jim «Shaft» Ryan: Zoned Out Spanish Radio Pacha Red Mix)
4. «Las De La Intuición» (RLS: Pacha Red Mix)
5. «Las De La Intuición» (RLS: Glamour Radio Pacha Mix)
6. «Las De La Intuición» (Jason Herd: Spanish Radio Pacha Red Mix)
7. «Las De La Intuición» (John Jacobsen: Epic Space Pacha Red Mix)
8. «Las De La Intuición» (Richard Grey: Peak Hour Pacha Red Mix)
9. «Las De La Intuición» (Dazzla: Late Night 'After Hours' Pacha Red Mix)
10. «Las De La Intuición» (Rox & Taylor: Pacha Red Mix)
11. «Las De La Intuición» (Femi B & Leggz: Pacha Cool Chill Blue Mix)
12. «Las De La Intuición» (Nacho Marco: Terrace Pacha Blue Mix)
13. «Las De La Intuición» (Jonathan Peters Club Mix)
14. «Pure Intuition» (Las De La Intuición — English Version)
15. «Pure Intuition» (Jim «Shaft» Ryan: Zoned Out English Pacha Red Mix)
16. «Pure Intuition» (Jim «Shaft» Ryan: Zoned Out English Radio Pacha Red Mix)
17. «Pure Intuition» (Jason Herd: English Radio Pacha Red Mix)
18. «Pure Intuition» (Beatchuggers: Pacha Blue Out Of Sight Mix)

## Відеокліп
Шакіра у фіолетовій перуці знаходиться під поліетиленовою плівкою, поперемінно з'являються кадри, де вона стоїть на бірюзовому фоні та перед дзеркалом, де вона наносить макіяж. Також присутні сцени, де зображена танцююча тінь співачки. У середині відеокліпу з'являються чотири дівчини позаду Шакіри, в якої в руках вже гітара. Вони разом танцюють. У кінці відео у Шакіри мікрофон з ліхтарем.

## Чарти
| Чарт                             | Найвища позиція |
| -------------------------------- | --------------- |
| Нідерланди (Mega Single Top 100) | 6               |
| Іспанія (PROMUSICAE)             | 1               |
| Румунія (UPFR)                   | 6               |
| Словаччина (IFPI)                | 2               |
| США (Latin Pop Songs)            | 11              |
| США (Latin Songs)                | 31              |